# Vương Thức (nhà Đường)
Vương Thức (tiếng Trung: 王式; bính âm: Wáng Shì) là một quan lại và tướng lĩnh triều Đường. Ông từng là chỉ huy chiến dịch chống quân Nam Chiếu tại An Nam; cũng như chỉ huy chiến dịch trấn áp cuộc nổi dậy của thủ lĩnh Cừu Phủ (裘甫).

## Thân thế
Cựu Đường thư ghi cha của Vương Thức là Đồng bình chương sự Vương Bá (王播) còn Tân Đường thư thì ghi rằng cha của Vương Thức là Vương Khởi (王起)- đệ của Vương Bá, cũng là một triều sĩ.

## Sự nghiệp ban đầu
Do xuất thân của mình, Vương Thức được giữ chức Thái tử chính tự, và đến năm 828, dưới triều đại của Đường Văn Tông, ông thi đỗ "hiền lương phương chính" và được phong quan. Sau đó, ông giữ chức Điện trung thị ngự sử. Ông được đánh giá là sống đạm bạc khi còn trẻ, tuy nhiên vào giữa những năm Thái Hòa (827-835), Vương Thức đã cố gắng dựa thế hoạn quan Vương Thủ Trừng và Trịnh Chú để thăng tiến, và khi trung thừa Quy Dung (歸融) hặc tội, ông phải ra khỏi kinh thành đến giữ chức Giang Lăng thiếu doãn.
Trong những năm Đại Trung (847-860) thời Đường Tuyên Tông, Vương Thức giữ chức Tấn châu thứ sử. Đương thời, khu vực Hoàng Hà uốn khúc xảy ra nạn đói lớn, người dân lưu tán khắp nơi. Chỉ có một vài châu hoan nghênh dân lưu tán, trong đó có Vương Thứ, các nỗ lực của ông đã cứu sống được vài nghìn người. Người Hồ trong khu vực cũng bị đói và họ tiến vào các thành cướp bóc, song sau khi hay tin Vương Thức cai quản nghiêm, họ tránh tiến công Tấn châu.

## Làm quan tại An Nam
Tuy nhiên, vào một thời điểm trước năm 858, Vương Thức trên danh nghĩa là thầy dạy cho Khang vương Lý Môn (李汶), song là ở phân ti tại Lạc Dương. Năm 858, Vương Thức được bổ nhiệm là An Nam đô hộ, kinh lược sứ. Khi đó, An Nam phải chịu các cuộc tiến công liên tiếp của Nam Chiếu (lúc đó mang quốc hiệu Đại Mông), do khi trước An Nam đô hộ Lý Trác (李涿) chính tham bạo cường nên người dân An Nam bản địa (trong đó có Lý Do Độc thủ lĩnh châu Lâm Tây) ủng hộ quân Nam Chiếu xâm nhập. Sau khi Vương Thức đến An Nam, ông cho dựng cây làm hàng rào ở các thành, do vậy có thể chống trả được các cuộc xâm nhập của Nam Chiếu.
Vương Thức cũng phải đối phó với các thuộc hạ nổi loạn, An Nam đô hiệu La Hành Cung (羅行恭) đã tập hợp 2.000 tinh binh quân dưới quyền chỉ huy của mình, trong khi quân do đô hộ chỉ huy yếu kém hơn và chỉ có số lượng vài trăm, do đó La Hành Cung kháng lại các mệnh lệnh của đô hộ. Sau khi Vương Thức đến, ông phạt đánh gậy La Hành Cung và cách chức đuổi ra vùng biên ải. Cũng trong năm đó, một nhóm binh lính do sợ rằng sẽ bị quân Đường từ Dung Quản tiến công nên đã bao vây quân phủ của Vương Thức, yêu cầu ông rời khỏi An Nam trở về phương Bắc, mục đích là để họ có thể phòng thủ thành trước một cuộc tiến công của Dung Quản. Vương Thức từ chối và quở trách, các binh lính này chạy trốn song sau đó bị Vương Thức bắt được và hành quyết. Vương Thức tiếp tục sử dụng các thủ đoạn khác nhau nhằm gây chia rẽ trong gia tộc tù trưởng họ Đỗ- thế lực từ lâu đã chống đối sự cai trị của các An Nam đô hộ, khiến tù trưởng Đỗ Thủ Trừng (杜守澄) chết trên đường chạy trốn. Theo tường thuật, trong 6 năm liên tiếp trước khi Vương Thức đến, An Nam không cống nạp hay nộp thuế cho triều đình, cũng không khao thưởng tướng sĩ, và Vương Thức đã phục hồi lại những việc này sau khi ông bình định khu vực. Do vậy, các vương quốc Chiêm Thành và Chân Lạp láng giềng lại tiếp tục mối quan hệ triều cống của họ với Đại Đường.

## Chiến dịch chống Cừu Phủ
Năm 860, dưới triều đại của Đường Ý Tông, Vương Thức không còn giữ chức An Nam đô hộ. Thời điểm đó, Cừu Phủ đang lãnh đạo một cuộc khởi nghĩa nông dân nhấn chìm Chiết Đông, còn Chiết Đông quan sát sứ Trịnh Kỳ Đức (鄭祇德) không trấn áp nổi. Theo đề xuất của Môn hạ thị lang Hạ Hầu Tư, Đường Ý Tông bổ nhiệm Vương Thức là Chiết Đông quan sát sứ thay thế Trịnh Kỳ Đức. Khi yết kiến Đường Ý Tông, Vương Thức thỉnh cầu được giao một đội quân có quân số lớn, một thái giám tháp tùng hoàng đế đã phản đối do vấn đề chi phí. Tuy nhiên, Vương Thức biện luận rằng Giang-Hoài là nguồn thu thuế chính của đế quốc, và nếu việc trấn áp Cừu Phủ thất bại thì triều đình sẽ thiệt hại còn nhiều hơn là dồn sức cho một chiến dịch thành công. Đường Ý Tông chấp thuận và huy động binh lính từ các trấn: Trung Vũ, Nghĩa Thành, và Hoài Nam đến trấn áp quân nổi dậy dưới quyền Vương Thứ.
Khi Vương Thức tiến đến Chiết Đông, ông mộ thêm những người Hồi Cốt và Thổ Phồn lưu vong sinh sống trong khu vực Giang Hoài phụng sự cho mình, mục đích là để cải thiện khả năng di chuyển cho đội quân của ông do những người Hồi Cốt và Thổ Phồn lưu vong có tài cưỡi ngựa. Vương Thức phân đội quân của mình làm hai đạo tiến công Cừu Phủ theo hai hướng. Ông sử dụng một số chiến thuật khiến các sĩ quan giàu kinh nghiệm trong đội quân của ông cũng phải ngạc nhiên:
- Bất chấp nhu cầu của binh lính, Vương Thức lệnh cho tất cả các huyện tại Giang Hoài đang nằm dưới quyền kiểm soát của triều đình phải mở kho lương thực chia cho người dân. Ông chỉ ra rằng những người đi theo Cừu Phủ đều là do bị đói, và việc phân phát lương thực sẽ ngăn chặn việc có thêm nhiều người gia nhập vào đội quân nổi dậy, một lý do nữa là các huyện phần lớn có khả năng phòng thủ kém, và nếu Cừu Phủ tiến công thì lương thực sẽ rơi vào tay Cừu Phủ.
- Ông lập ra các trạm cảnh báo mà không dùng lửa. Ông chỉ ra rằng mục đích của các trạm cảnh báo này là dùng âm thanh để báo động và tìm kiếm trợ giúp. Do ông dùng toàn bộ binh lính tiến công Cừu Phủ, sẽ không có sẵn quân tiếp viện, và lửa sẽ chỉ dùng để cảnh báo dân chúng.
- Ông khiển các binh lính hèn nhát nhất do thám tiền phong. Ông chỉ ra rằng nếu khiển các binh sĩ gan dạ nhất đi thì họ có thể vội vã giao chiến với đối phương, và nếu như họ tử chiến thì ông sẽ không nhận được tin do thám.

Sau khi Cừu Phủ chiến bại vài trận, ông ta chạy trốn đến Diệm. Vương Thức bao vây Diệm, Cừu Phủ sau đó đầu hàng. Vương Thức xử tử 20 thuộc hạ dưới quyền Cừu Phủ và giải Cừu Phủ đến Trường An.

## Đàn áp quân Vũ Ninh
Năm 862, các binh sĩ Ngân Dao tinh nhuệ tại Vũ Ninh đã tiến hành binh biến và trục xuất tiết độ sứ Ôn Chương (溫璋). Đường Ý Tông lập Vương Thức làm Vũ Ninh tiết độ sứ và lệnh cho ông đem các binh sĩ Trung Vũ và Nghĩa Thành từng tham gia đánh Cừu Phù đến Vũ Ninh. Các binh sĩ Ngân Dao hay tin thì trở nên lo sợ, và ba ngày sau khi Vương Thức đến, ông đã tuyên bố thiết đại tiệc tiễn các binh sĩ Trung Vũ và Nghĩa Thành, các binh sĩ cũng tham dự tiệc. Trong đại tiệc, Vương Thức lệnh cho các binh sĩ Trung Vũ và Nghĩa Thành bao vây và đồ sát các binh sĩ Ngân Dao, kết quả vài nghìn người bị giết. Sau đó, Đường Ý Tông hạ lệnh triệt tiêu Vũ Ninh, lãnh địa của trấn này bị phân chia giữa Hoài Nam và Duyện Hải, và Túc Tứ được thành lập mới. Vương Thức được giao phụ trách hoạt động phân bổ các tướng sĩ Vũ Ninh cho các quân này. Sau khi công việc hoàn tất, Vương Thức trở về kinh sư, giữ chức Tả kim ngô đại tướng quân cho đến cuối đời.